# NGC 4092
NGC 4092 est une galaxie spirale située dans la constellation de la Chevelure de Bérénice. NGC 4092 a été découverte par l'astronome germano-britannique William Herschel en 1785.

## Caractéristiques
Sa vitesse par rapport au fond diffus cosmologique est de 7 060 ± 23 km/s, ce qui correspond à une distance de Hubble de 104,1 ± 7,3 Mpc (∼340 millions d'al).
NGC 4092 présente une large raie HI. Selon la base de données Simbad, NGC 4092 est aussi une galaxie à noyau actif.

## Groupe de NGC 4065
NGC 4092 fait partie d'un trio de galaxies, le groupe de NGC 4065. Les deux autres galaxie du trio sont NGC 4065 et NGC 4076.